# Nazario Carriquiri
Nazario Carriquiri Ibarnegaray (Pamplona, 28 de julio de 1805 - Madrid, 12 de enero de 1884) fue un político, banquero, ganadero e industrial español.

## Biografía
De origen navarro, se sabe que era hijo de Pedro Carriquiry Etchecopar, natural de Idaux, casado con Dominga Ibarnegaray y Landutch, natural de San Juan de Pie de Puerto. El padre se dedicaba al comercio y la calderería.

### Trayectoria empresarial
Dedicado su padre también a las letras de cambio, en 1830 crearon padre e hijo una sociedad mercantil que les procuró una fortuna suficiente para complementar con actividades comerciales posteriores como proveedor militar.
Es conocido por haber sido el propietario de la ganadería de toros bravos Carriquiri, lidiados por primera vez en las fiestas de San Fermín del año 1852. Esta ganadería había sido fundada durante la segunda mitad del siglo XVIII por Francisco Javier Guenduláin, en Tudela, con reses de la viuda de Lecumberri. En 1850, Tadeo Guenduláin Masterrena, nieto del fundador, vendió esta ganadería a la sociedad que habían formado Nazario Carriquiri con el conde de Espoz y Mina.
Sus negocios financieros abarcaron desde participaciones industriales en la red ferroviaria de Asturias o las obras del muelle valenciano del Grao, hasta la construcción del palacio de los Baleztena en Pamplona. Algunos historiadores han señalado sus vínculos con Fernando Muñoz, duque de Riánsares, por lo que parte de sus negocios no eran sino como testaferro de la familia real.

### Trayectoria política
Su trayectoria política se inició en el Ayuntamiento de Pamplona, en 1834. Su colaboración con las tropas isabelinas favoreció su actividad comercial cuando en 1836 se convierte en proveedor del Ejército encadenando varios acuerdos más durante los siguientes años hasta 1839. Apoyó el pronunciamiento de Espartero en 1841 y la sublevación en Pamplona de O'Donnell.
Tuvo posiciones políticas favorables a Isabel II y las desarrolló en el Casino de Madrid. Elegido diputado al Congreso español por la circunscripción de Navarra en once ocasiones desde 1843 hasta 1879, también fue famoso en su época por ser el propietario de una importante colección pictórica.
Fue senador vitalicio en los años finales del reinado de Isabel II, de 1863 a 1868, y senador por la provincia de Navarra entre 1871 y 1873, durante el reinado de Amadeo I.

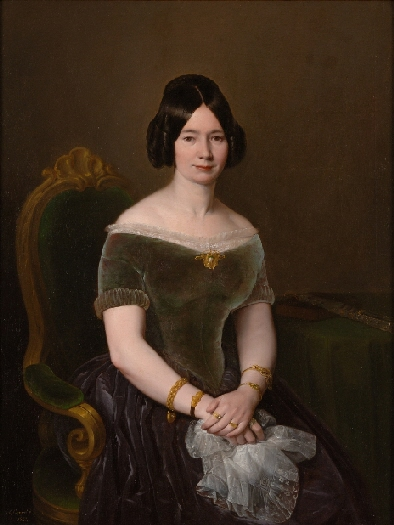
Saturnina Moso Villanueva, esposa de Nazario Carriquiri. Cuadro de Antonio María Esquivel, Museo de Bellas Artes de Sevilla.

### Matrimonio y descendencia
En un primer matrimonio en 1830 se casó con María Saturnina Moso Villanueva, natural de Tafalla y hermana de Juan de Dios Moso Villanueva (1798-1865) que se casó en segundas nupcias con Clementa Irure, sobrina de Espoz y Mina. Clementa heredó el título del Condado de Espoz y Mina que pasó a su hijo Juan Moso Irure. Este Juan Moso, que llegaría a ser diputado foral, también será nombrado heredero de Nazario Carriquiri.
Nazario Carriquiri estaba casado en segundas nupcias con Raimunda Ceriola Flaquer que falleció en 1862. Era hermana de Jaime Ceriola Flaquer, diputado por Lérida (1843, 1846) y Tarragona (1851,1853), y de José Ceriola Flaquer, diputado por Barcelona en varias ocasiones. De este matrimonio nació Raimunda Carriquiri y Ceriola que se casó con el militar José María Blake y Sánchez.

## Reconocimientos
- Caballero de la Orden de Carlos III